# Карлсен, Хеннинг
Хе́ннинг Ка́рлсен (дат. Henning Carlsen; 4 июня 1927, Ольборг — 30 мая 2014, Копенгаген) — датский кинорежиссёр и документалист.

## Биография
С 1947 работал монтажёром, сценаристом и режиссёром документального кино. В 1960-е — один из ведущих датских режиссёров, представитель датской новой волны, снимал фильмы в стиле «синема-верите». В игровом кино дебютировал в 1962 («Дилемма», снят подпольно в ЮАР). Диапазон тем, которых касаются ленты, широк: апартеид («Дилемма»), Движение Сопротивления («Что с нами?»), нетерпимость, одиночество и отчуждённость («Кошки»), писатель в буржуазном обществе («Голод»), конфликт поколений («Боитесь?»), идеалы общества потребления («Нужно уметь разбираться в музыке»), безработица («Кажется, кто-то смеялся»), детектив («Кошелёк или жизнь»), биография Поля Гогена («Волк на пороге»). Постоянный участник Каннского, Берлинского, Венецианского и других кинофестивалей.

## Избранная фильмография
- 1961 — Лимфьорд / (д/ф)
- 1961 — Сувениры из Швеции / Souvenirs from Sweden (к/ф)
- 1961 — Старики / De gamle (д/ф)
- 1962 — Дилемма / Dilemma (по Надин Гордимер)
- 1963 — Что с нами? / Hvad med os?
- 1964 — Кошки / Kattorna
- 1964 — Семейные портреты / Familiebilleder (д/ф)
- 1965 — Молодые / Ung (д/ф)
- 1966 — Голод / Sult (по одноимённому роману Кнута Гамсуна)
- 1969 — Все мы демоны / Klabautermannen
- 1971 — Боитесь? / Er I bange? (д/ф)
- 1972 — Нужно уметь разбираться в музыке / Man sku' være noget ved musikken
- 1975 — Удачный развод / Da Svante forsvandt / Un divorce heureux (Дания-Франция)
- 1978 — Кажется, кто-то смеялся / Hør, var der ikke en som lo?
- 1982 — Кошелёк или жизнь / Pengene eller livet
- 1986 — Волк на пороге / Oviri (Дания-Франция)
- 1995 — Пан / Pan (по Кнуту Гамсуну)
- 2011 — Вспоминая моих печальных шлюх / Memoria de mis putas tristes (по Габриэлю Гарсиа Маркесу, Мексика-Испания-Дания-США)

## Награды
- 1961 — Номинация на Золотую пальмовую ветвь за лучший короткометражный фильм («Сувениры из Швеции»)
- 1966 — Номинация на Золотую пальмовую ветвь («Голод»)
- 1969 — Номинация на Золотой медведь («Все мы демоны»)
- 1972 — Номинация на Золотой медведь («Нужно уметь разбираться в музыке»)
- 1975 — Номинация на Золотую пальмовую ветвь («Счастливый развод»)